# 臺灣電力株式會社

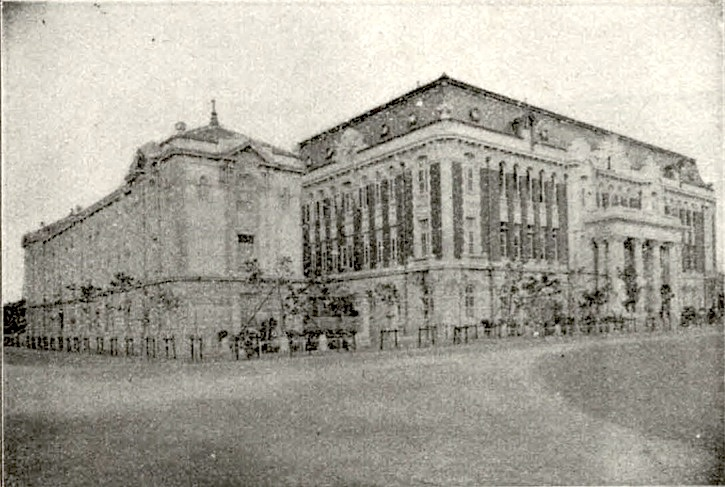
臺灣電力株式會社廳舍

臺灣電力株式會社，是台灣日治時期由台灣總督府設立半官半民的電力公司，成立於1919年7月，本社位於臺北市書院町，為台灣電力公司的前身。其與臺灣銀行、臺灣拓殖為日治時期臺灣的三大國策會社。

## 沿革

### 背景

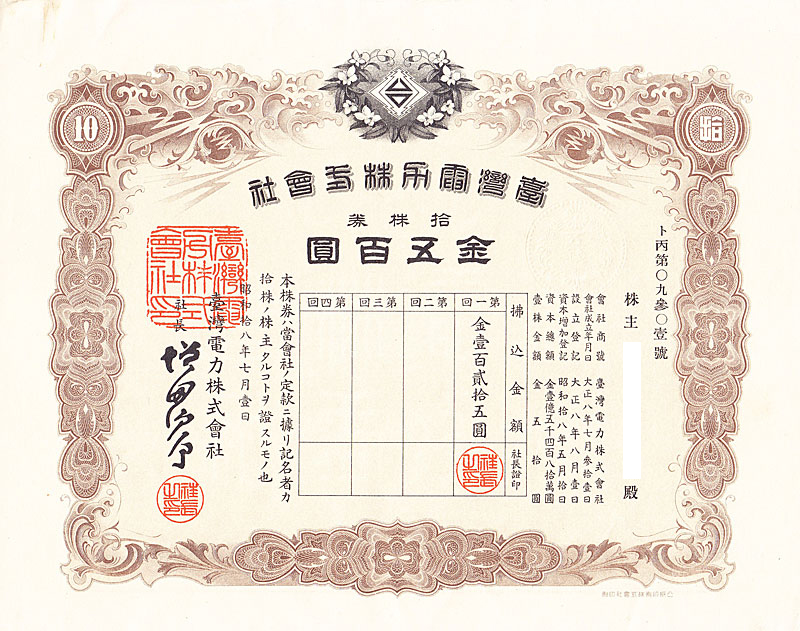
台灣電力株式會社發行之股票

台灣日治時期最早的民營電力公司為1897年成立的「臺北電燈株式會社」，然而在隔年即因資金募集困難而解散。1902年，由從事造林業的土倉龍治郎成立台北電氣株式會社，向台灣總督府提出在台北市新店設立龜山發電廠的計畫。1903年，台灣總督府將台北電力株式會社轉為公營的「臺北電氣作業所」，並在1906年7月完成龜山至臺北市區的電力輸送網。1905年10月15日，台北市成為台灣第一個有電燈的城市。隨著台灣用電量增加，用電申請踴躍，臺灣總督府將其從地方改為中央直轄，成為「臺灣總督府電氣作業所」。1908年7月，改隸屬臨時臺灣工事部；而臨時臺灣工事部在1909年10月改稱土木部。1911年10月，又改為總督府直轄的「臺灣總督府作業所」，專營電氣與自來水事業。為達到全台電力普及的目標，台灣總督府亦在同年開放民營電力公司設立，在台灣電力株式會社成立前，全台各地已有其他十多家電力公司。

### 發展
1918年，台灣總督府向日本內閣提出日月潭水力電氣工事大要。明石元二郎就任台灣總督後，開始推動這個計劃。1919年，以官民合營的方式，成立台灣電力株式會社，由高木友枝任首任社長，土木局長角源泉出任副社長。松木幹一郎在1929年至1939年擔任台灣電力第三任社長，台灣電力的事業在其任內有顯著發展。在1940年以前，臺灣電力株式會社的供電範圍只有臺北州、部分臺中州、部分臺南州與部分高雄州，其他地區由地方的電力公司供電。在1944年由臺灣電力株式會社合併東台灣電力株式會社後，才由臺灣電力完成了臺灣電業的一元化發展。在太平洋戰爭期間，美軍轟炸台灣，台灣各地電廠及電力網受損。

### 戰後
1945年，日本投降，結束第二次世界大戰。中華民國接收台灣，將台灣電力株式會社改組為台灣電力公司，隸屬於經濟部資源委員會。在新的台電公司主管率領下，台電台籍技師與台南工專、台北工專學生、留任的日籍技師，一起逐步恢復台灣的電力系統。

## 組織
- 技術職員位階依序分為：重役、參事、技師、技師補、技手、技手補
  - 技術工人位階依序分為：工長、技工、工手、庸夫、看護婦
- 事務職員位階依序分為：重役、參事、主事、主事捕、書記、書記補、集金員
  - 事務工人位階依序分為：雇員、庫手、守衛、小使、車夫、給仕

### 本社
- 總務部
  - 秘書課
  - 人事課
  - 總務課
  - 厚生課
  - 從業員養成所
- 企劃部
  - 調查課
  - 工業課
- 經理部
  - 主計課
  - 會計課
  - 調度課
  - 倉庫課
- 營業部
  - 管理課
  - 配電課
  - 營業課
    - 台北支店
    - 基隆支店
    - 宜蘭支店
    - 新竹支店
    - 台中支店
    - 彰化支店
    - 嘉義支店
    - 台南支店
    - 高雄支店
    - 屏東支店
    - 澎湖支店
    - 庶務係
    - 營業係
    - 技術係
- 電氣部
  - 庶務課
  - 技術課
  - 發電課
  - 調整課
  - 修理工場
  - 線路課
    - 日月潭發電所
    - 北部火力發電所
    - 其他地方發變電所
- 土木部
  - 事務課
  - 設計課
  - 保修課
  - 建築課
  - 工事課
    - 大甲溪事務所
    - 霧社溪事務所
    - 烏來溪事務所
    - 事務係
    - 土木係
    - 電氣係
- 東部支社
  - 總務課
  - 業務課
    - 台東支店

  - 電氣課
  - 土木課
- 東京支社
- 外地支社支店

## 其他電力公司
臺灣電力株式會社以外的電力公司可分為三個系統，分別為台灣合同電氣株式會社、臺灣電燈株式會社和東臺灣電力株式會社。其發展脈絡如下：
- 台灣合同電氣株式會社
  - 位於桃園街。1920年合併桃園、澎湖、朴仔腳、台東、中港、台灣電化而成立。1940年併入台灣電力。
- 臺灣電燈株式會社
  - 位於嘉義市。1932年，由嘉義電燈株式會社併購新竹電燈株式會社，同時更名為「台灣電燈株式會社」。1940年併入台灣電力。
- 東臺灣電力株式會社
  - 位於花蓮港市。於1922年由1917年成立的「花蓮港電氣株式會社」合併玉里與鳳林電燈株式會社；1940年，併購台灣合同台東區營業所及新港與里壟電燈，並更名為東部電氣株式會社。1943年，被「東台灣電力興業株式會社」收購，合併為「東台灣電力株式會社」。1944年併入台灣電力。
- 恆春電氣株式會社
  - 位於恆春街。1923年成立，1940年併入台灣電力。
- 南電氣商會
  - 位於南。1924年成立，1940年併入台灣電力。

## 廳舍
臺灣電力株式會社的廳舍位於臺灣總督府後方，原為建於1907年的臺灣總督府民政部土木局廳舍，在土木局於1925年裁撤後，改由臺灣電力使用。其建築在二戰時遭美軍空襲炸毀，戰後改建為國防部博愛大樓。

## 機關首長

### 社長
| 1                                    |  | 高木友枝 (1858–1943)   | 1919年7月31日  | 1929年7月9日   |                                              |
| 2                                    |  | 遠藤達 (？–？)         | 1929年7月9日   | 1929年12月23日 |                                              |
| 3                                    |  | 松木幹一郎 (1872–1939) | 1929年12月23日 | 1939年6月14日  |                                              |
| 空缺（1939年6月14日－1939年6月20日） |  |                        |                |                |                                              |
| 4                                    |  | 加藤恭平 (1884–1962)   | 1939年6月20日  | 1939年10月10日 | 臺灣拓殖株式會社社長兼任                     |
| 5                                    |  | 林安繁 (1876–1948)     | 1939年10月10日 | 1941年11月20日 | 1940年10月25日起兼任宇治川電氣株式會社會長。 |
| 6                                    |  | 增田次郎 (1868–1951)   | 1941年11月20日 | 1945年1月23日  |                                              |
| 7                                    |  | 松本虎太 (1879–1959)   | 1945年1月23日  | 1946年4月30日  |                                              |

#### 附註
1. ↑  原臺灣電力株式會社副社長。
2. ↑  死於任內。
3. ↑  原臺灣電力株式會社副社長。

### 副社長
| 1                                      |  | 角源泉 (1871–1942)     | 1919年7月31日  | 1924年2月2日   |  |
| 空缺（1924年2月2日－1928年10月5日）    |  |                        |                |                |  |
| 2                                      |  | 遠藤達 (？–？)         | 1928年10月5日  | 1929年7月9日   |  |
| 3                                      |  | 山中義信 (1883–？)     | 1929年7月9日   | 1931年10月8日  |  |
| 空缺（1931年10月8日－1935年9月12日）   |  |                        |                |                |  |
| 4                                      |  | 安達房治郎 (1884–？)   | 1935年9月12日  | 1937年11月12日 |  |
| 空缺（1937年11月12日－1939年12月28日） |  |                        |                |                |  |
| 5                                      |  | 田端幸三郎 (1886–1963) | 1939年12月28日 | 1943年7月22日  |  |
| 6                                      |  | 松本虎太 (1879–1959)   | 1943年7月22日  | 1945年1月23日  |  |
| 空缺（1945年1月23日－1946年4月30日）   |  |                        |                |                |  |

#### 附註
1. ↑  改任臺灣電力株式會社社長。
2. ↑  原殖產局長兼米穀局長。
3. ↑  原臺灣電力株式會社理事。
4. ↑  改任臺灣電力株式會社社長。